# Serie A1 1992-1993 (hockey su pista)
La Serie A1 1992-1993 è stata la 70ª edizione (la 44ª a girone unico) del massimo campionato italiano di hockey su pista maschile. Lo scudetto fu conquistato per la 24ª volta dall'Hockey Novara.

## Formula
Per la stagione 1992/1993 il campionato si svolse tra 16 squadre che si affrontarono in un girone unico, con partite di andata e ritorno. Al termine della stagione si disputarono playoff e playout; questi ultimi inseriti in modo da ridurre il campionato a 12 squadre. I playout furono disputati dalle ultime 8 squadre della A1 (dalla quale non ci furono retrocessioni dirette) e da 12 squadre di A2 (escluse le prime due, partecipanti ai playoff e le ultime due, retrocesse).

## Squadre partecipanti
| - Amatori Vercelli - Roller Monza (Essebì) - Seregno - CGC Viareggio - Bassano (Lumesystem) - Novara (Imit e successivamente Autocentauro) - Trieste (Latus) (1) - Salerno | - Amatori Lodi (Camoni) - Follonica (Wintec) - Trissino (Midac) - Hockey Club Lodi (Granata) - Amatori Reggio Emilia (Refin) - Marzotto Valdagno - Thiene (Estel) - Reggio Emilia (Snatt) |

Legenda:

(1) Il Rollen Pordenone si trasferì a Trieste.

## Classifica finale
|  | Pos. | Squadra               | Pt | G | V | N | P | GF | GS | DR       |
|  | ---- | --------------------- | -- | - | - | - | - | -- | -- | -------- |
|  | 1.   | Novara                | 52 |   |   |   |   |    |    | play-off |
|  | 2.   | Amatori Lodi          | 52 |   |   |   |   |    |    | play-off |
|  | 3.   | Bassano               | 42 |   |   |   |   |    |    | play-off |
|  | 4.   | Roller Monza          | 42 |   |   |   |   |    |    | play-off |
|  | 5.   | Thiene                | 42 |   |   |   |   |    |    | play-off |
|  | 6.   | Reggio Emilia         | 34 |   |   |   |   |    |    | play-off |
|  | 7.   | Trissino              | 32 |   |   |   |   |    |    | play-off |
|  | 8.   | CGC Viareggio         | 30 |   |   |   |   |    |    | play-off |
|  | 9.   | Amatori Reggio Emilia | 26 |   |   |   |   |    |    | play-out |
|  | 10.  | Hockey Club Lodi      | 24 |   |   |   |   |    |    | play-out |
|  | 11.  | Follonica             | 24 |   |   |   |   |    |    | play-out |
|  | 12.  | Amatori Vercelli      | 20 |   |   |   |   |    |    | play-out |
|  | 13.  | Salerno               | 20 |   |   |   |   |    |    | play-out |
|  | 14.  | Trieste               | 18 |   |   |   |   |    |    | play-out |
|  | 15.  | Seregno               | 14 |   |   |   |   |    |    | play-out |
|  | 16.  | Marzotto Valdagno     | 8  |   |   |   |   |    |    | play-out |

Legenda:

      partecipanti ai playoff
      partecipanti ai playout

## Play-out

### Formula
Le ultime 8 squadre furono inserite in 4 gironi da 5 squadre ciascuno, con altre 12 formazioni di A2. La prima del raggruppamento rimase nella massima categoria, mentre l'ultima retrocedette in serie B. Oltre a tali raggruppamenti vi furono ulteriori spareggi.

### Gironi
| Girone A - Amatori Reggio Emilia (Refin) - Sandrigo (Serie A2) - SPV Viareggio (Chambers) (Serie A2) - Marzotto Valdagno - Villa d'Oro Modena (Serie A2) | Girone B - Hockey Club Lodi (Granata) - Seregno - Forte dei Marmi (Serie A2) - AFP Giovinazzo Pol. (Serie A2) - Rotellistica Novara (Serie A2) |

| Girone C - Follonica (Wintec) - Trieste (Latus) - Montecchio M. (Serie A2) - Amatori Modena (Fiap) (Serie A2) - Breganze (Serie A2) | Girone D - Amatori Vercelli - Salerno - Prato Primavera (Serie A2) - Rotellistica Matera (Serie A2) - SCS 84 Follonica (Serie A2) |

## Play-off scudetto

### Formula
Turno preliminare con le due promosse in A1 a sfidare la settima e l'ottava qualificata in campionato mentre le prime sei classificate qualificate di diritto ai quarti di finale.

## Verdetti
- Novara (Autocentauro) - Campione d'Italia 1992-1993.
- Marzotto Valdagno,  Seregno,  Trieste e  Salerno retrocesse in serie A2.

### Libri
- Paolo Virdi, 50 minuti di gloria. Gli anni moderni dell'hockey pista. Volume 1, Lodi, Lodinotizie, 2012, ISBN 978-88-908803-0-8.